# Maria Carmela Lanzetta
Maria Carmela Lanzetta (née le 1er mars 1955  à Mammola) est une personnalité politique italienne qui s'est opposée à la 'Ndrangheta,.

## Biographie
Membre du Parti démocrate, Maria Carmela Lanzetta devient ministre, sans portefeuille, des Affaires régionales du gouvernement Renzi le 22 février 2014. Elle quitte le gouvernement le 30 janvier 2015.
En 2006, elle est élue maire de Monasterace, réélue en 2011, dont le conseil municipal est destitué en 2013. Elle fait partie de l'aile gauche du PD qui soutient Pippo Civati.